# Južnojemenski arapski
Južnojemenski arapski (ta'izzi-adeni; ISO 639-3: acq), arapski jezik kojim govori 7 078 500. ljudi, poglavito u Jemenu (6 760 000; 1996), a ostali u Džibutiju 52 000 (1995); 36 000 (2006.) gdje se naziva džibutski arapski; Eritreji, Keniji i još nekim državama. Različit je od hadrami i sanaani arapskog.
Dva su dijalekta, ta'izzi i adeni.

## Vanjske poveznice
- Ethnologue (14th)
- Ethnologue (15th)